# Giochi panamericani giovanili
I giochi panamericani giovanili sono una manifestazione multisportiva che si svolge ogni quattro anni e coinvolge giovani atleti provenienti da tutto il continente americano. L’organizzazione dell’evento è affidata a Panam Sports, la stessa che cura i Giochi panamericani.
I Giochi, ispirati agli Giochi olimpici giovanili, sono riservati esclusivamente ad atleti di età inferiore ai 21 anni. Rispetto ai Giochi panamericani, questa manifestazione richiede infrastrutture e costi minori.

## Storia
Il 16 gennaio 2019, la PASO annunciò la creazione dei Giochi panamericani juniores.
Panam Sports accettò le candidature delle città ospitanti per la prima edizione dei giochi fino al 31 gennaio. Cali, Colombia; Santa Ana, El Salvador; e Monterrey, Messico, furono accettate come città candidate. Cali fu scelta come città ospitante dal Comitato esecutivo a San José, Costa Rica, il 27 marzo 2019.
Panam Sports scelse Asunción, in Paraguay, come città ospitante dei II Giochi panamericani giovanili. Asunción ricevette 32 voti su 48, mentre Santa Marta, in Colombia, ottenne i restanti 16 voti.

## Edizioni
| Edizione | Anno | Città ospitante | Nazione ospitante | Aperti da                | Data di inizio | Data di fine | Nazioni | Atleti | Sport | Eventi | Miglior nazione | Nota  |
| -------- | ---- | --------------- | ----------------- | ------------------------ | -------------- | ------------ | ------- | ------ | ----- | ------ | --------------- | ----- |
| I        | 2021 | Cali            | Colombia          | Presidente Iván Duque    | 25 novembre    | 5 dicembre   | 41      | 2.540  | 28    | 302    | Brasile         | [ 7 ] |
| II       | 2025 | Asunción        | Paraguay          | Presidente Santiago Peña | 9 agosto       | 23 agosto    | 41      | TBD    | 28    | 334    |                 | [ 8 ] |

## Medagliere
| Posiz. | Nazione                   | Oro | Argento | Bronzo | Totale |
| ------ | ------------------------- | --- | ------- | ------ | ------ |
| 1      | Brasile                   | 59  | 49      | 56     | 164    |
| 2      | Colombia                  | 48  | 34      | 63     | 145    |
| 3      | Stati Uniti               | 47  | 29      | 38     | 114    |
| 4      | Messico                   | 46  | 78      | 48     | 172    |
| 5      | Cuba                      | 29  | 19      | 22     | 70     |
| 6      | Argentina                 | 19  | 22      | 32     | 73     |
| 7      | Ecuador                   | 15  | 14      | 24     | 53     |
| 8      | Cile                      | 12  | 15      | 31     | 58     |
| 9      | Porto Rico                | 8   | 4       | 8      | 20     |
| 10     | Uruguay                   | 8   | 3       | 3      | 14     |
| 11     | Venezuela                 | 7   | 8       | 21     | 36     |
| 12     | Perù                      | 6   | 15      | 14     | 35     |
| 13     | Rep. Dominicana           | 5   | 8       | 10     | 23     |
| 14     | Canada                    | 4   | 1       | 5      | 10     |
| 15     | Paraguay                  | 2   | 4       | 4      | 10     |
| 16     | Costa Rica                | 2   | 3       | 5      | 10     |
| 17     | Aruba                     | 2   | 1       | 0      | 3      |
| 18     | Guatemala                 | 1   | 5       | 10     | 16     |
| 19     | Bolivia                   | 1   | 1       | 2      | 4      |
| 20     | El Salvador               | 0   | 3       | 5      | 8      |
| 21     | Trinidad e Tobago         | 0   | 1       | 1      | 2      |
| 22     | Bermuda                   | 0   | 1       | 0      | 1      |
| 22     | Grenada                   | 0   | 1       | 0      | 1      |
| 22     | Guyana                    | 0   | 1       | 0      | 1      |
| 22     | Nicaragua                 | 0   | 1       | 0      | 1      |
| 22     | Saint Kitts e Nevis       | 0   | 1       | 0      | 1      |
| 27     | Panama                    | 0   | 0       | 5      | 5      |
| 28     | Bahamas                   | 0   | 0       | 1      | 1      |
| 28     | Barbados                  | 0   | 0       | 1      | 1      |
| 28     | Honduras                  | 0   | 0       | 1      | 1      |
| 28     | Saint Lucia               | 0   | 0       | 1      | 1      |
| 32     | Antille Olandesi          | 0   | 0       | 0      | 0      |
| 32     | Belize                    | 0   | 0       | 0      | 0      |
| 32     | Isole Vergini Britanniche | 0   | 0       | 0      | 0      |
| 32     | Isole Cayman              | 0   | 0       | 0      | 0      |
| 32     | Dominica                  | 0   | 0       | 0      | 0      |
| 32     | Haiti                     | 0   | 0       | 0      | 0      |
| 32     | Giamaica                  | 0   | 0       | 0      | 0      |
| 32     | Saint Vincent e Grenadine | 0   | 0       | 0      | 0      |
| 32     | Suriname                  | 0   | 0       | 0      | 0      |
| 32     | Isole Vergini Americane   | 0   | 0       | 0      | 0      |
| Totale | Totale                    | 321 | 322     | 411    | 1.054  |